# The warm aquarium
The warm aquarium is het tweede album van het Nijmeegse Merry Pierce uit 2007.

## Opnamen
Merry Pierce is de bandnaam, die Volmanza, oftewel Jarno Volman, gebruikt voor zijn projecten. In 2000 bracht hij zijn debuutalbum Beach blanket bingo uit bij Jonagold Records. Na de release van plaat, zocht hij een aantal muzikanten om de nummers live te kunnen uitvoeren. In de herfst van 2001 klapte de band echter uit elkaar, toen Volman duidelijk maakte dat hij de enige zou zijn, die ging werken aan nieuw materiaal.
Gedurende de jaren die volgende studeerde Volman af op muziekproductie en studiotechnieken en werkte ondertussen gestaag aan nieuw materiaal. In 2005 werd bekend dat Volman het album bijna had afgerond, hij twijfelde echter of hij zijn plaat weer bij het kleine Jonagold wilde uitbrengen. Na een periode twijfelen, tekende Volman op voorspraak van labelbaas Ferry Roseboom bij Excelsior Recordings. Volman nam zijn thuisopnames mee naar de Studio Sound Enterprise, waar live-drums werden opgenomen met Rob Snijders, die eerder in Celestial Season speelde en ook bij het eerste album betrokken was. De plaat werd vervolgens afgemixt door producer Frans Hagenaars.
Op 10 september 2007 werd het album gepresenteerd in poppodium Merleyn in Nijmegen. Op 30 september was er nog een cd-presentatie in Paradiso Amsterdam. Het album liet een duidelijk meer gepolijst geluid horen, dan zijn voorganger. Na de release van het album, vormde Volman weer een liveband. Ditmaal met oud-Celestial Season gitarist Pim van Zanen, Barbarella drummer Peter Onstein en bassist Edwin Toonen. In deze bezetting deed de band een uitgebreide clubtour. Van het album werden geen officiële singles getrokken, wel werd het nummer The town where we used to live naar voren geschoven als promotienummer. Het nummer werd opgepikt door KinkFM, waar het de 2e plaats van de Kink 40.

## Muzikanten
- Jarno (Volmanza) Volman - zang, gitaar, basgitaar, keyboards

### Gastmuzikanten
- Rob Snijder - drums
- Anneke van Giersbergen - zang

## Tracklist
1. The media
2. The town where we used to live
3. Kenny Rogers' son
4. Right or wrong
5. Easy come, easy go
6. Mount Saint Elsewhere
7. Untitled
8. 7 weeks
9. Californian girls
10. Interlude overture
11. Audrey's dance

Alle nummers zijn geschreven door Jarno Volman.